# انزعاج

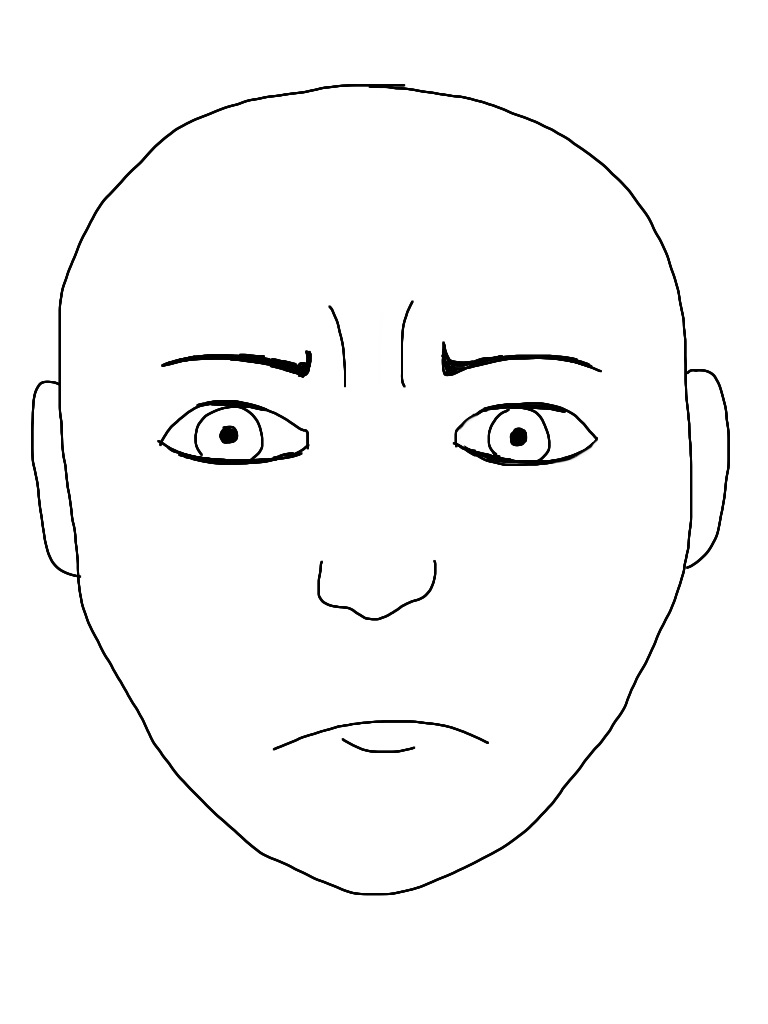
رسم لوجه تبدو عليه ملامح الانزعاج

الانزعاج هو حالة نفسية غير سارة تنتاب الشخص عندما يكون هناك مصدر يكدّر صفو الإنسان، وتؤدي به إلى مشاعر سلبية نتيجة لذلك المصدر المزعج غير المرغوب، سواء أكان ذلك موقفاً معيناً أو إنسان أو ذكرى عنت على البال.
عند تفاقم الانزعاج يمكن أن يتطور ذلك إلى مشاعر أكثر سوءاً مثل الإحباط والغضب.
إن قابلية أن يكون شخص ما ينزعج بسهولة ويتهيّج تدعى بالتهيّجيّة.

## اقرأ أيضاً
- تهيجية
- غضب